# 5533 Bagrov
Az 5533 Bagrov (ideiglenes jelöléssel 1935 SC) a Naprendszer kisbolygóövében található aszteroida. Pelageja Shajn fedezte fel 1935. szeptember 1-én.